# 菅井邦明
菅井 邦明（すがい くにあき、1942年10月3日 - ）は、北海道札幌市出身の教育学者。東北福祉大学教育学部教育学科初等教育専攻教授。東北大学名誉教授。教育学博士（東北大学）。

## 人物
北海道出身。東北大学大学院教育学研究科博士課程後期を修了後、同大教育学部の教員となる。
その後、同大学院教育学研究科長、総長補佐、理事(研究・安全管理担当)兼副総長などを経て、2006年11月に定年退職（法人役員に就いていたため、役員の任期切れまで定年退職が延長されていた）。併せて、同大名誉教授。
2006年12月、東北福祉大顧問。翌年4月に同大の総合福祉学部社会福祉学科教授に就任。2015年4月に同大教育学部教育学科初等教育専攻教授兼大学院教育学研究科教授・専攻長に配置換えとなり、現在に至る。
専門は、コミュニケーション障害教育。現在は、東北福祉大で大学院学生の指導も担当しつつ、通信教育部では、特別支援学校教員免許の指定科目の一つ、「聴覚障害教育」の担当もしている。

## 略歴
- 2002年 東北大学総長補佐(～2004年)
- 2004年 同副総長(～2006年)
- 2006年11月 定年退職。同大名誉教授
- 2006年12月 東北福祉大学顧問
- 2007年4月 東北福祉大学総合福祉学部社会福祉学科教授
- 2015年4月 東北福祉大学教育学部教育学科初等教育専攻教授